# Venezillo longispinis
Venezillo longispinis là một loài chân đều trong họ Armadillidae. Loài này được Richardson miêu tả khoa học năm 1912.